# أهل النخيل
أهل النخيل رواية للكاتب والصحافي العراقي جنان جاسم حلاوي. صدرت الرواية لأوّل مرة عام 2015 عن دار الساقي في لندن. ودخلت في القائمة الطويلة للجائزة العالمية للرواية العربية لعام 2016، المعروفة باسم «جائزة بوكر العربية».

## حول الرواية
يروي الكاتب العراقي «جنان جاسم حلاوي» في هذه الرواية حكاية «رمزي» و«أحلام» اللذان يشقّان هذا الخراب: يركضان مذعورين نائيين عن الجند المتقدمين منهما، يلجآن إلى إحدى الغرف وسط دويّ انفجارات تتداعى معه مدينة البصرة دمارا وموتا. تبدو هذه الرواية مجموعة حكايات يختلف طولها ووقائعها وأماكنها، عن أشخاص غريبي الأشكال والأطوار من عالم مدينة البصرة السفلي، مثل جودي الذي يعمل في مأوى للعجزة وتقتله الشرطة خلال مساعدته مهيدي المجنون، جوني المهرب في البحر تعتقله الشرطة ثم تعتقه بعدما وافق على أن يكون عميلا لها ومخبرا، جواد الشيوعي يقتل الشيخ الملا جعفر بسبب تكفيره الشيوعيين، علاوي الطالب الثانوي الوحيد والمتمرد يقتل كنش القواد الذي قتل حبيبته بديعة، بديعة فليست سوى فتاة عادية دفعها الفقر إلى ممارسة الدعارة. كل ذلك ريثما نرى من جديد قيامة المكان الذي ضخّت فيه الرواية ما يضج في أهل النخيل من حياة وموت في أحياء البصرة وأهوارها.